# 金愛爛
金愛爛（韓語：김애란，1980年—），韓國女作家。生於仁川，長於忠清南道瑞山市。韓國藝術綜合大學戏剧院编剧系畢業。2003年起發表小說，內容反映了當代韓國青年的生活處境，被稱為「韓國都市生態觀察員」。

## 生平
金爱烂于韓國藝術綜合大學戏剧院编剧系畢業，但也出于偶然，据她描述：“因为是国立大学才报考的……其实入学前连一部话剧都没看过，原以为考不上才去试试，结果意外录取了。”
2003年，她以短篇小说《不敲门之家》发表于季刊《创作与批评》春季号，正式开启创作生涯，并于2005年获得大山创作基金。2005年，她出版了短篇集《奔跑吧，爸爸》。凭借简洁的叙事节奏、首尾呼应的结构、干净利落的轻快文风，以及一种不刻意愤世嫉俗的冷静笔调，成为韩国小说的新锐之星。她曾说：“我专注于刻画人本身，努力避免刻意‘斜视’，而是选择‘长久、直白’地凝视。”
2013年獲李箱文學獎，是歷來最年輕的得主。
2014年，長篇小說《噗通噗通我的人生》改編成電影。
法國作家、2008年諾貝爾文學獎得主让-马里·古斯塔夫·勒克莱齐奥曾稱讚金愛爛是一位有希望獲得諾貝爾文學獎的韓國作家。

## 作品

### 短篇小說集
- 《老爸，快跑》（달려라, 아비）（2005年11月） / 上海文艺出版社 2012年
- 《噙满口水/滔滔生活》（침이 고인다）（2007年9月） / 上海文艺出版社 2014年 / 人民文学出版社 2022年
- 《飛機雲/你的夏天还好吗？》（비행운）（2012年7月） / 人民文学出版社 2016年 / 人民文学出版社 2022年
- 《外面是夏天》（바깥은 여름）（2017年6月） / 人民文学出版社 2019年 / 人民文学出版社 2022年

### 長篇小說
- 《噗通噗通我的人生/我的忐忑人生》（두근두근 내 인생）（2011年7月） / 99读书人（出品）上海文艺出版社（出版） 2014年

### 散文集
- 《容易忘记的名字》（잊기 좋은 이름） （2019年6月） / 人民文学出版社 2022年